# Anse du Petit Bas-Vent
Anse du Petit Bas-Vent est une plage de sable ocre située au nord de Deshaies, en Guadeloupe.

## Description
Anse du Petit Bas-Vent, plage s'étendant sur 350 m, se situe au nord de Deshaies entre la pointe de la Perle et la pointe du Petit Bas-Vent où se trouve l'hôtel dit « Port Royal ». 
Contrairement à l'Anse du Grand Bas-Vent, la mer y est calme et propice à la baignade. La plage peut profiter des équipements de l'hôtel et est très fréquentée. 

## Galerie

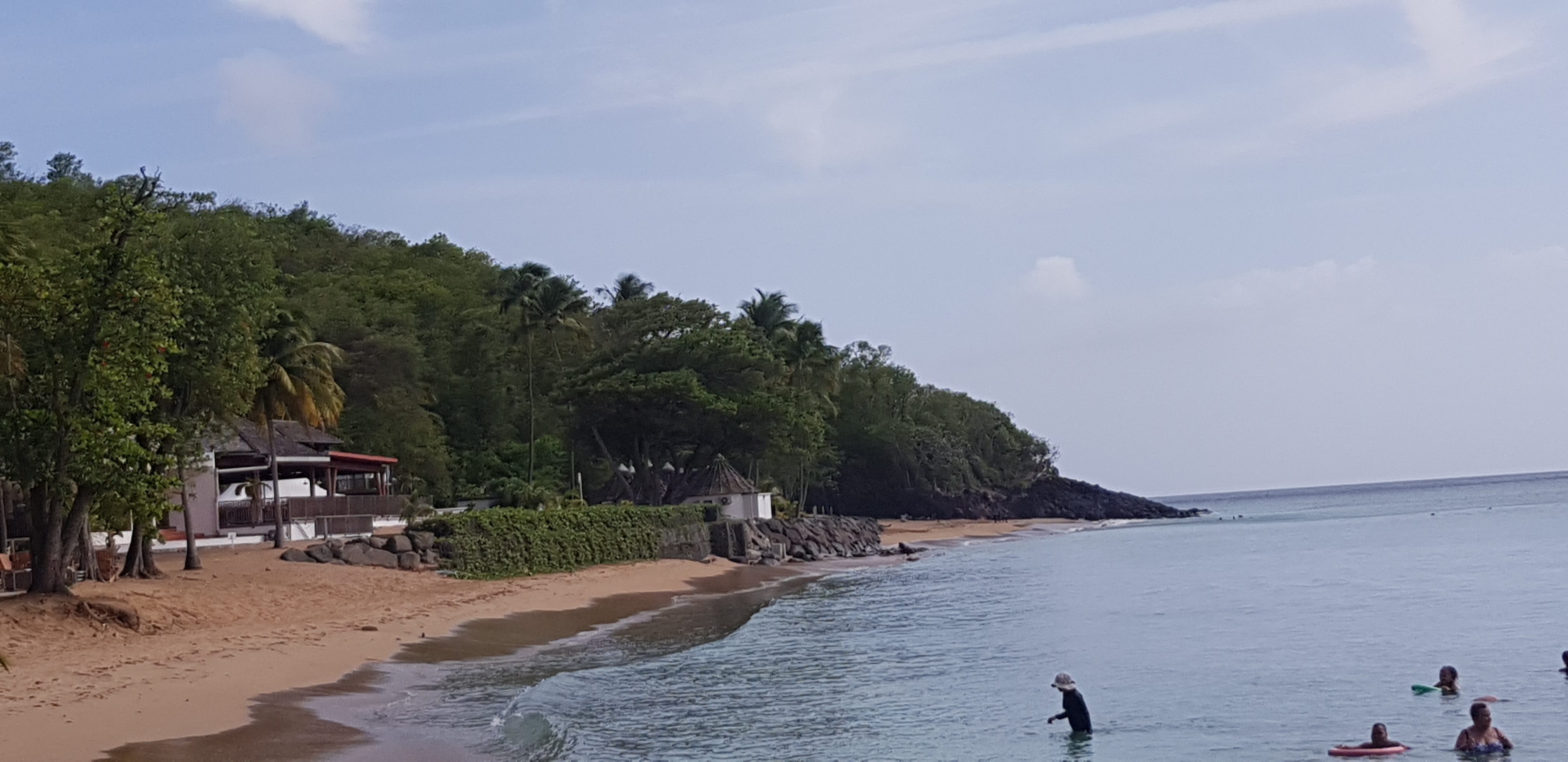
Anse du Petit Bas-Vent et Pointe de la Perle